# 안좌중학교 팔금분교
안좌중학교 팔금분교(安佐中學校 八禽分校)는 전라남도 신안군 팔금면 장촌리에 있었던 공립 중학교이다.

## 학교 연혁
- 일자미상 : 안좌중학교 팔금분교 설립 인가
- 1972년 3월 8일 : 팔금분교장 개교
- 1974년 3월 8일 : 팔금중학교 승격 분리
- 2011년 3월 1일 : 안좌중학교 분교장 격하 편입
- 2017년 3월 7일 : 안좌중학교 팔금분교장 휴교
- 2021년 2월 28일: 폐교 및 안좌중학교 통폐합[1], 49년만에 폐업

## 참고 자료
- 안좌중학교 팔금분교 - 한국교육학술정보원 학교알리미